# Ибер Франсоа Гравело
Ибер Франсоа Гравело (фр. Hubert François Gravelot; Париз, 26. март 1699 — Париз, 20. април 1773) је био француски илустратор и сликар епохе рококоа. Ученик је Франсое Бушеа који се сматра најуспешнијим илустратором књига свог времена и мајстором вињете. Осим тога стварао је и карикатуре. Период од 1732. до 1745. провео је у Лондону где је постигао прве успехе као илустратор и где се спријатељио са Вилијамом Хогартом а Томаса Генсбороа је упознао са француским рококо сликарством. Затим је поново живео у Паризу, где је између 1751. и 1761. илустровао Бокачов Декамерон. 